# Carles Rebassa
Carles Rebassa (Palma, 1977) es un poeta mallorquín.
Ha publicado Requiescat in pace con el poeta Pere Perelló (1998), Poema B (2006) y Els joves i les vídues (2006). Este último lo hizo ganador del premio de poesía de Gandía (premi Ausiàs March).
Tiene en prensa un estudio bibliográfico del poeta Blai Bonet, que se titulará Mite i pols de Blai Bonet. En el año 2007, trabaja en la novela Prometeu vist de mil maneres, en el libro Bartomeu Rosselló-Pòrcel, l'home que no pogué ser y en los poemas de La combustió.[cita requerida]